# Igor Kournossov
Igor Dimitrievitch Kournossov ou Kurnosov (en russe : Игорь Дмитриевич Курносов, en anglais : Igor Kurnosov)  est un joueur d'échecs russe né le 30 mai 1985 à Tcheliabinsk et mort le 8 août 2013 dans la même ville, dans un accident de la route.

## Palmarès
Grand maître international en 2003, Kournossov remporta :
- le championnat open de Bavière à Bad Wiessee en 2004 ;
- le tournoi d'Alouchta en 2002[2],
- le challenge arctique à Tromsø en 2008 avec 7,5 points sur 9 (+6 =3)[3] ;
- le tournoi de Hastings en 2008-2009 ;
- la Coupe Politiken à Copenhague en 2011 ;
- l'open de Noël de Zurich en décembre 2011 ;
- l'open du festival d'échecs de Bienne (au départage) en 2012 ;
- l'open de Nakhitchevan (au départage) en mai 2013 ;
- l'open d'Abou Dabi (au départage) en juillet 2013.

Kournossov obtint son meilleur classement Elo en mai 2010 avec 2 680 points Elo. Au 1er août 2013, il était le 84e joueur mondial et le vingtième joueur russe avec un classement Elo de 2 662 points.
Il participa à la superfinale du championnat de Russie en 2010 (7e-10e parmi douze joueurs).

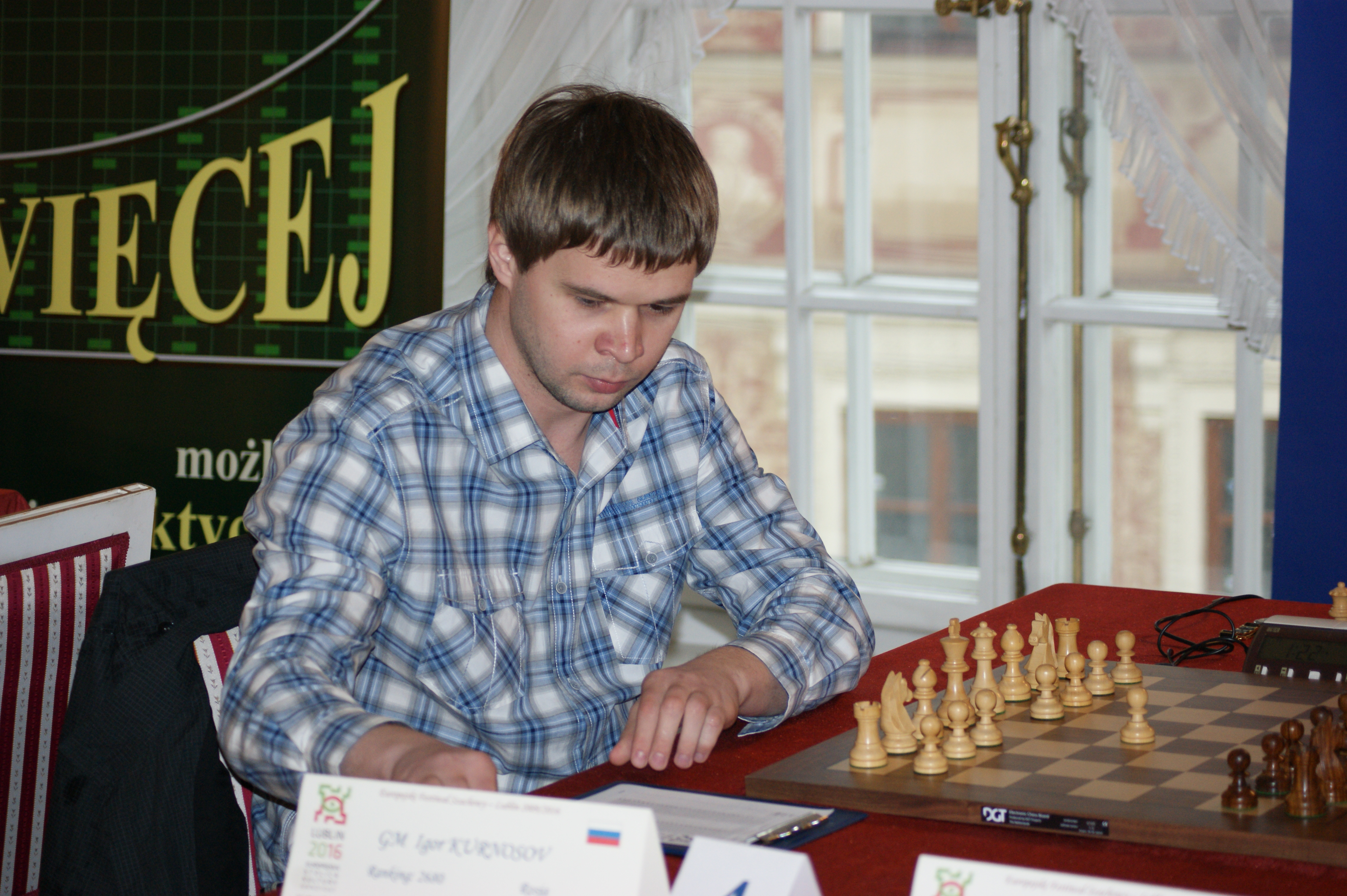
Igor Kournossov à Lublin en 2010.